# Willie Redden
Willie James Redden (Fort Pierce, 11 novembre 1960) è un cestista statunitense naturalizzato francese.

## Carriera
Venne selezionato dai San Antonio Spurs al terzo giro del Draft NBA 1982 (64ª scelta assoluta).

## Palmarès
- Campionato francese: 3

CSP Limoges: 1992-93, 1993-94
Olympique d'Antibes: 1994-95
- Coppa di Francia: 1

CSP Limoges: 1994
- Coppa dei Campioni: 1

CSP Limoges: 1992-93